# Félix Sarriugarte
Félix Sarriugarte Montoya (Durango, 6 novembre 1964) è un allenatore di calcio ed ex calciatore spagnolo, di ruolo attaccante, commissario tecnico della nazionale Under-20 qatariota.

## Carriera

### Giocatore
Dopo essere cresciuto nella cantera dell'Athletic Club, debutta con il Bilbao Athletic, la squadra riserve, nella stagione 1982-1983. Dopo tre anni passa alla prima squadra, esordendo nella Primera División il 9 settembre 1984 nella partita Siviglia-Athletic Club 3-0.
Milita con i baschi fino alla stagione 1988-89, collezionando un totale di 83 partite (68 nella Liga) e 18 gol, per passare poi al Real Oviedo, sempre in prima divisione. Qui disputa cinque stagioni, al termine delle quali viene acquistato dal Las Palmas, che l'estate seguente lo gira al Barakaldo. Nel corso della stessa stagione passa al Gramenet, dove termina la carriera.

### Allenatore
Dopo aver terminato la carriera di calciatore, si dedicò al ruolo di allenatore.
Cominciò con la guida del Baskonia nella stagione 2003-2004, venendo poi promosso al Bilbao Athletic nel 2005-2006.
L'anno successivo prende il posto del dimissionario Javier Clemente sulla panchina dell'Athletic Bilbao, dove resta soltanto per 12 giornate, al termine delle quali viene esonerato.
Dal 2012 è l'allenatore del Real Oviedo.

## Palmarès

### Giocatore

#### Competizioni nazionali
- Supercoppa di Spagna: 1

Athletic Bilbao: 1984